# Ernegg (Herrschaft)

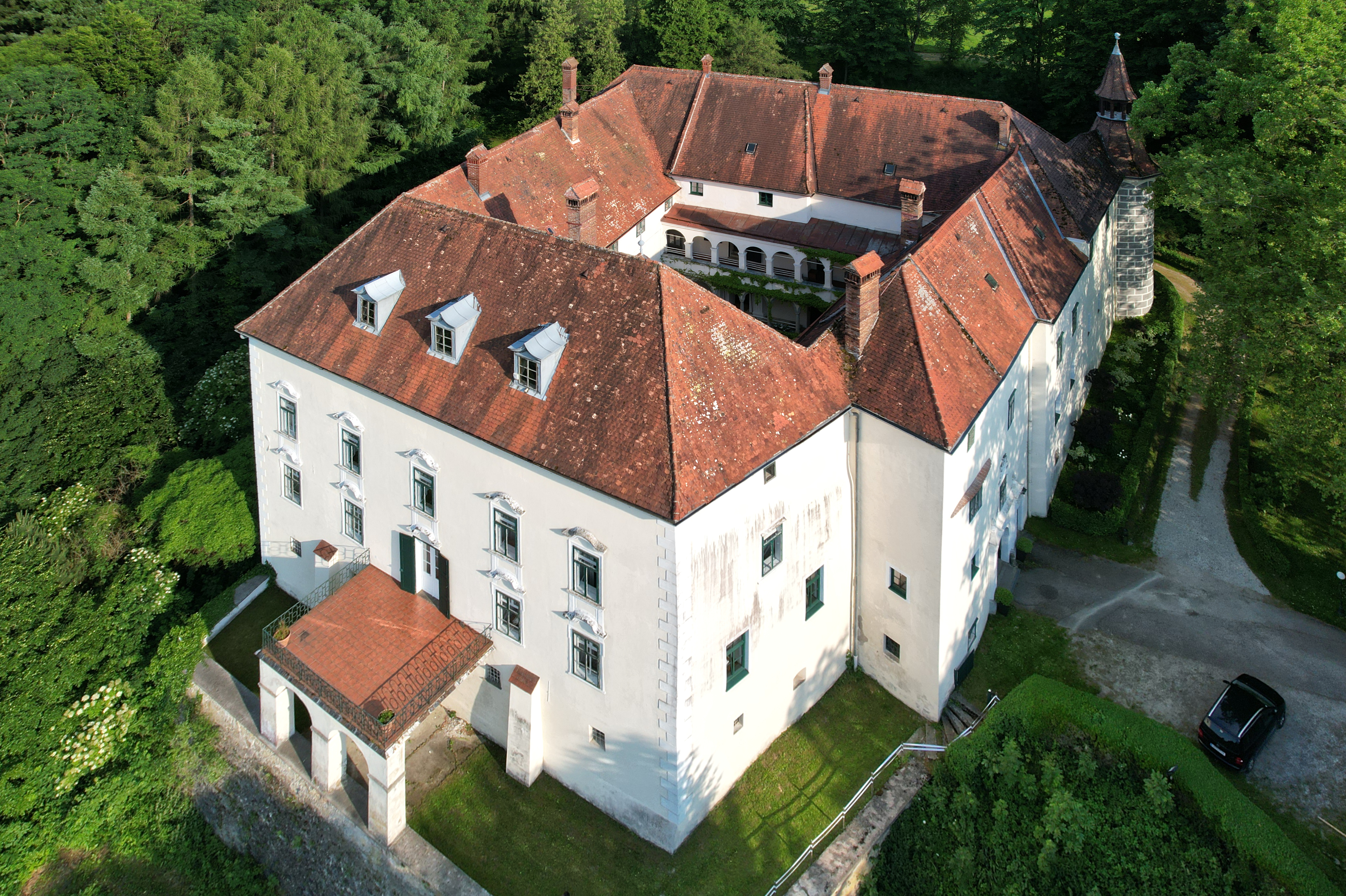
Schloss Ernegg, Sitz der Verwaltung

Die Herrschaft Ernegg war eine Grundherrschaft im Viertel ober dem Wienerwald im Erzherzogtum Österreich unter der Enns, dem heutigen Niederösterreich.

## Ausdehnung
Die Herrschaft mit dem Dominikalhof Listhof umfasste zuletzt die Ortsobrigkeit über Ernegg, Hausberg, Edla, Strizling, Götzwang, Windpassing, Oed, Oberstampfing, Unterstampfing, Gimpering und Pögling. Der Sitz der Verwaltung befand sich im Schloss Ernegg. 

## Geschichte
Der letzte Inhaber der Fideikommissherrschaft war der auf Schloss Hartenberg wohnende Hofbeamte Josef Graf von Auersperg, als nach den Reformen 1848/1849 die Herrschaft aufgelöst wurde.